# Fondation Vallée
La Fondation Vallée est une institution de soins en pédopsychiatrie située à Gentilly dans le Val-de-Marne (France), que Roger Misès a profondément réformée à partir des années 1950.

## Historique

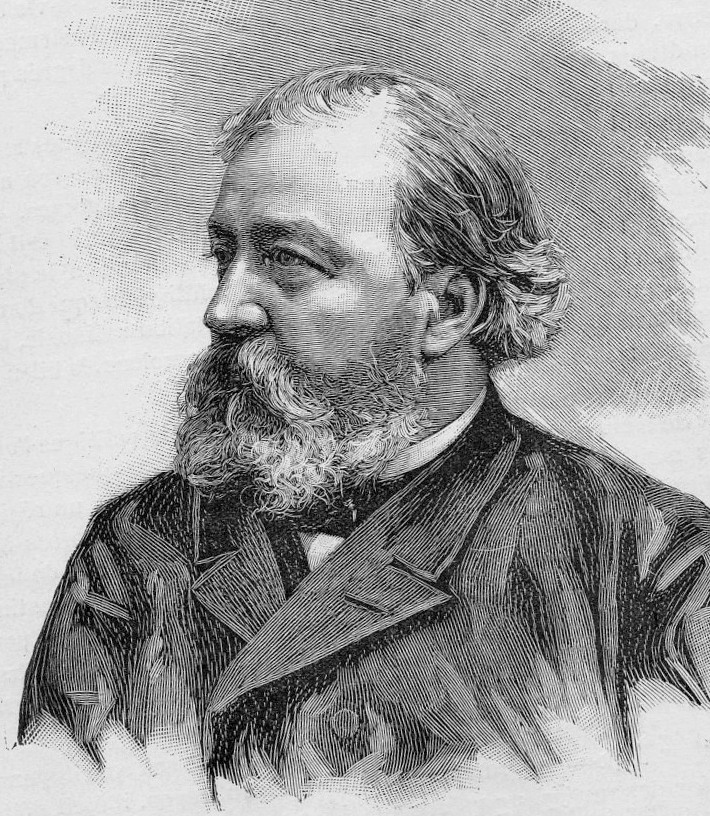
Désiré-Magloire Bourneville.

C'est un établissement fondé en 1847 par Hippolyte Vallée, instituteur à Bicêtre, pour soigner les enfants déficients mentaux, dont il fait don à sa mort au département de la Seine. 
En 1890, le Docteur Bourneville engage de profondes réformes.
En 1957, Roger Misès devient Chef de Service de la Fondation Vallée.
En 1993, Pierre Ferrari, psychanalyste et professeur de pédopsychiatrie, y est nommé Chef de service en psychiatrie infantile.